# このままじゃ、ボクの将来知れたもの
『このままじゃ、ボクの将来知れたもの』（このままじゃ ボクのしょうらいしれたもの）は、1986年4月9日から同年7月2日まで、日本テレビ系列で毎週水曜日21:00 - 21:54に全13話が放送された日本のテレビドラマ。

## 概要
乾文也は便器メーカー会社「昭和陶器」の販売促進課の係長。同期の田野倉貴彦は一足先に出世して営業本部長になり、文也は出世が遅くうだつが上がらない。さらに文也に北海道・稚内への転勤話が浮上し、妻と共に頭を悩ませることになる。家族からは単身赴任を迫られるが、後日、下された辞令は販売促進課の課長昇進だった。
矢野寿男の『親を見りゃ、ボクの将来知れたもの』を原案として、中流サラリーマン家庭を中心に、複雑な社会の中に揉まれる夫婦関係や親子関係、教育問題などをコメディー的な作風で描いたホームドラマ。 

## キャスト
- 乾文也 - 松方弘樹
- 乾由紀子（文也の妻） - 末広真季子
- 乾和巳（乾家の長男） - 角田英介
- 乾真琴（乾家の長女） - 大西結花

学校では優等生だが、一方で裏番長の顔も持つ。
- 中江美智子 - 手塚理美
- 田野倉貴彦 - 細川俊之
- 田野倉ルミ子（貴彦の妻） - 生田悦子
- 田野倉雄一郎 （田野倉家の長男）- 山本陽一
- 田野倉玲奈（田野倉家の長女で真琴とは同級生） - 遠藤由美子
- 若月建蔵 - 花沢徳衛
- 宍倉専務 - 安部徹
- 柳葉敏郎
- （文也に淡い恋心を寄せるOL） - 有森也実
- 内山望
- 二宮重政（豆腐店の長男）- 杉本哲太
- 二宮ハツ（重政の母）- 松金よね子
- 清原（文也の部下） - 石田純一
- 高田山（文也の部下） - 中西良太
- 節子（真琴の同級生） - 立原ちえみ
- 嶌津（ホテルチェーンのオーナー） - 鈴木瑞穂

## スタッフ
- 原案 - 矢野寿男『親を見りゃ、ボクの将来知れたもの』
- 脚本 - 青山均、松木ひろし、一色伸幸、小林竜雄、桃井章、北野翔、加藤直、宮村優子、金子裕
- 演出 - 伊藤祥二、酒井浩至、井上健、船越太郎
- 主題歌 - THE 東南西北「イタバリ気分、Everybody」
- 制作 - 日本テレビ

## サブタイトル
| 各話   | 放送日        | サブタイトル         | 脚本             | 演出     | ゲスト                        |
| ------ | ------------- | -------------------- | ---------------- | -------- | ----------------------------- |
| 第1話  | 1986年4月9日  | （サブタイトル無し） | 小林竜雄、北野翔 | 酒井浩至 |                               |
| 第2話  | 1986年4月16日 | 〃                   | 小林竜雄、北野翔 | 酒井浩至 |                               |
| 第3話  | 1986年4月23日 | 〃                   | 桃井章           | 井上健   |                               |
| 第4話  | 1986年4月30日 | 父珍しく喧嘩沙汰     | 青山均           | 伊藤祥二 |                               |
| 第5話  | 1986年5月7日  | 娘の裸テレビで視     | 松木ひろし       | 井上健   |                               |
| 第6話  | 1986年5月14日 | しない族反乱す       | 加藤直           | 伊藤祥二 | 中島久之                      |
| 第7話  | 1986年5月21日 | 親子してますか       | 宮村優子         | 井上健   | 乾キヨ（文也の母） - 荒木道子 |
| 第8話  | 1986年5月28日 | 先生が親父の相手     | 金子裕           | 船越太郎 |                               |
| 第9話  | 1986年6月4日  | 15歳・女ごころ       | 青山均           | 伊藤祥二 |                               |
| 第10話 | 1986年6月11日 | OLいびり軍団         | 松木ひろし       | 井上健   |                               |
| 第11話 | 1986年6月18日 | あの歳で遊びを…      | 金子裕           | 船越太郎 | 涼子 - 浅野ゆう子、加納竜     |
| 第12話 | 1986年6月25日 | 我が家は婦夫だ       | 一色伸幸         | 井上健   |                               |
| 第13話 | 1986年7月2日  | （サブタイトル無し） | 一色伸幸         | 井上健   | 三上 - 園田裕久               |